# 1754
Cette page concerne l'année 1754  du calendrier grégorien. Pour l'année 1754 av. J.-C., voir 1754 av. J.-C.
L'année 1754 est une année commune qui commence un mardi.

## Événements
- 2 juin : le vizir Imad-ul-Mulk dépose Ahmad Shâh Bahâdur et place Aziz-ud-din sur le trône de l'Empire moghol[1].
- 14 octobre : Dupleix est contraint de quitter les Indes pour la France[2].

- 13 décembre : début du sultanat ottoman d’Osman III (fin en 1757)[3]. Paix pendant son règne.
- 26 décembre : traité de Sadras signé par Charles Godeheu et Thomas Saunders qui interdit aux compagnies britanniques et françaises toute activité politique en Inde. L'activité doit être strictement commerciale[2].

- Guerre civile en Dzoungarie. Amoursana, soutenu par le khan Kazakh Ablaï, s’oppose à Dawadji, khan de Dzoungarie. À la suite d’une défaite infligée par Dawadji, Ablaï pille le territoire oïrat et regagne l’empire russe. Amoursana doit fuir en Chine où il est accueilli par l’empereur Qianlong qui lui promet son appui pour conquérir le trône du khanat oïrate[4].
- Création d’un mouvement Bachkir national et musulman animé par le Tatar Adbullah Miagsaldin qui veut « chasser les Russes avec l’aide de Dieu »… La répression sera terrible au point que de nombreux Bachkirs décideront de devenir les esclaves des Kirghiz (au sud) de peur d’être massacrés. Les survivants participeront à la révolte de Pougatchev[5].

- Biton Coulibaly détruit Sunsana, la capitale des Massassi, et capture leur chef, Foulakoro qui est mis à mort à Ségou. Les Massassi, conduit par Sébamana (1754-vers 1758), se réfugient vers le Kaarta, qui couvre les anciens cercles de Nioro, Nara, Yélimané et Kita, où ils établissent leur hégémonie (fin en 1854)[6].

### Amérique

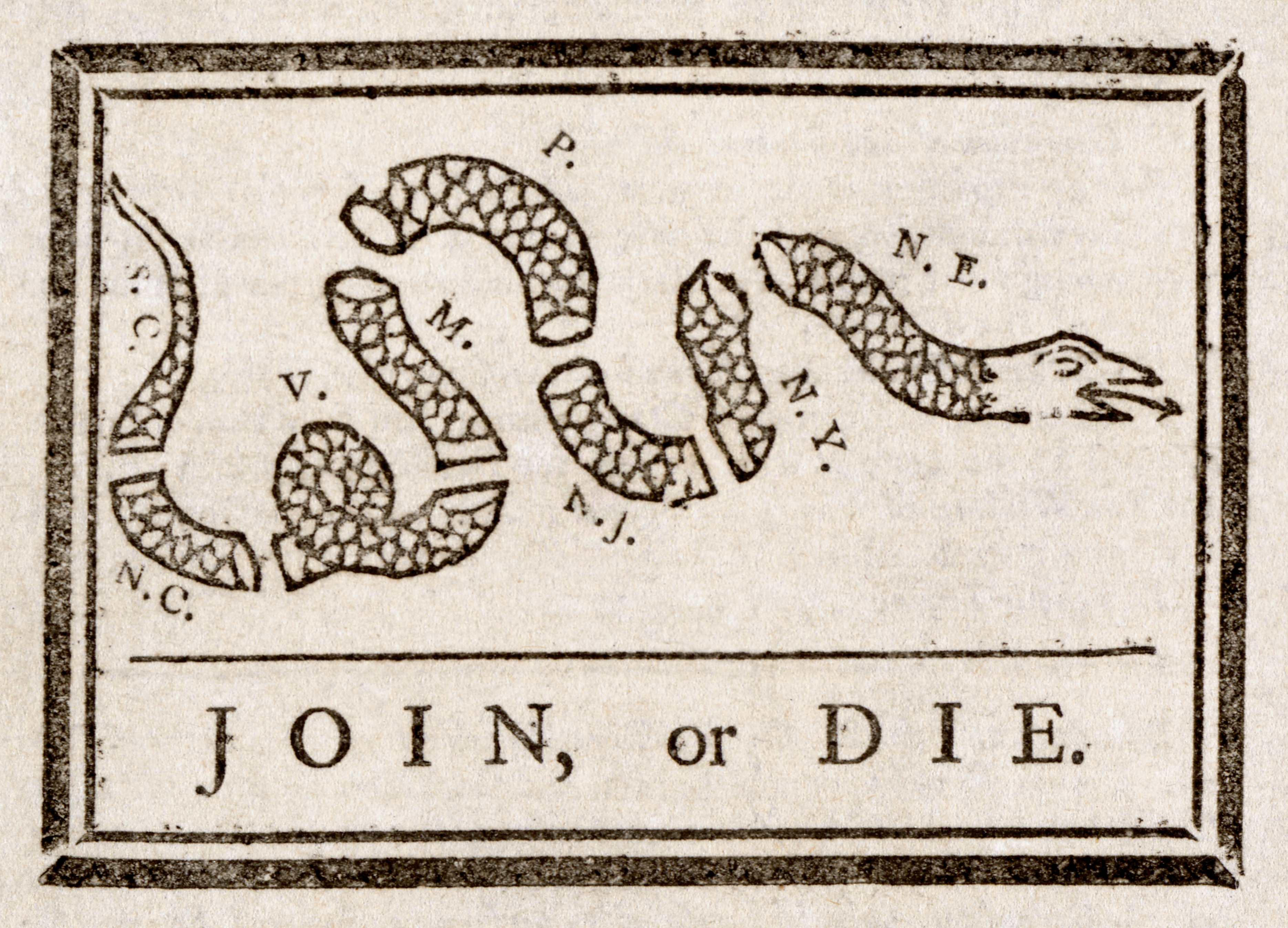
9 mai : Parution dans le Pennsylvania Gazette d'un dessin de Benjamin Franklin, encourageant l'Union des colonies anglaises, considéré comme le premier dessin de presse

- 28 mai : bataille de Jumonville Glen. L’officier français Jumonville est tué lors d’une rencontre avec un peloton armé que dirige George Washington. Les soldats de Louis XV ripostent[7]. Les combats reprennent entre Britanniques et Français dans les vallées de l'Ohio et du Mississippi, sur la crête occidentale des Alleghenies. Une attaque française contre les Britanniques sur la piste de l'Ohio entraîne le début de la dernière French and Indian War.
  - Les Indiens de la vallée de l’Ohio se rangent en grande majorité aux côtés des Français, qui sont avant tout des négociants et n’occupent pas effectivement les territoires indiens. En revanche, les Britanniques convoitent à l’évidence leurs terrains de chasse et leur espace vital.
- 29 avril : premier affrontement dans la guerre des Guaranis au Paraguay entre les troupes portugaises et les Indiens Guaranis (fin en 1756). Le 7 septembre, les Guaranis empêchent les troupes du général portugais Gomez Freire de passer le rio Jacuí et les Portugais se retirent le 21 novembre. Andonaegui, chef de la partie espagnole, quitte Buenos Aires le 2 mai et marche vers le Nord jusqu'au ruisseau de Guarupa, puis décide de se retirer en août devant les difficultés du terrain. En octobre, il subit une attaque des Guaranis. Il est de retour à Buenos Aires le 7 mars 1755[8].

- 19 juin-10 juillet : congrès d’Albany ; les représentants des colonies anglaises se réunissent pour discuter d’une alliance avec les tribus indiennes mais aussi décider de l’organisation des colonies[9].

- 26 juin : Anthony Henday commence d'explorer la région de Saskatchewan à l’est du Canada (fin en 1760)[10].
- 3 juillet : bataille de Fort Necessity. Coulon de Villiers, frère de Jumonville, avec 600 Français et 100 Amérindiens, attaque Washington au fort Necessity, défendu par 400 hommes et neuf canons. Washington capitule[7]. Le gouvernement britannique autorise le gouverneur du Massachusetts à attaquer certains forts français.
- 10 juillet : le savant et homme politique américain Benjamin Franklin présente un projet de constitution qui est adopté par le congrès d'Albany[11].

- 31 octobre : charte de fondation de King’s College, future Université Columbia[12].
- Octobre : le cabinet britannique décide de l’envoi de régiments en Amérique[13].

### Europe

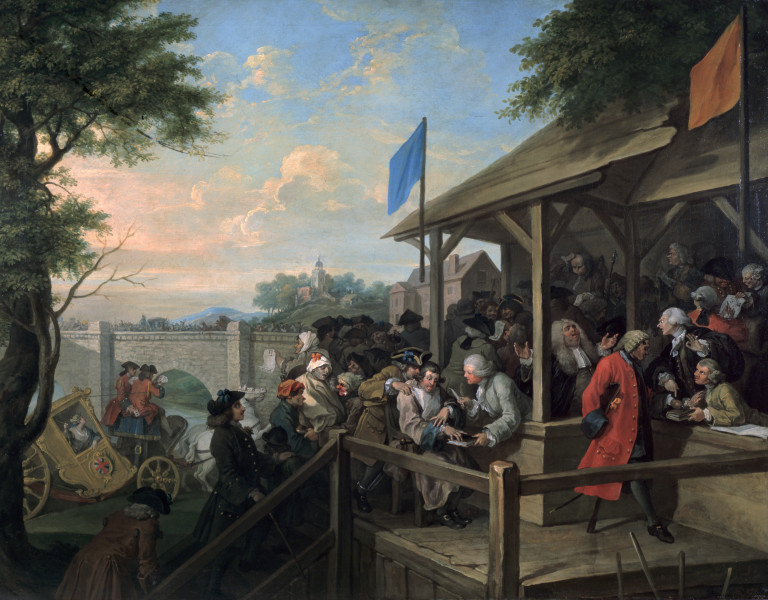
Les élections vues par William Hogarth.

- 1er janvier : création à Vienne d’une Académie orientale pour former les fonctionnaires au service de l’État à l’étranger, en particulier dans l’Empire ottoman[14].

- 16 mars : début du ministère whig du Thomas Pelham-Holles, duc de Newcastle, Premier ministre du Royaume-Uni (fin en 1756)[15].

- 13 avril - 20 mai : élections générales au Royaume-Uni[16].

- 14 mai : le Royal and Ancient Golf Club of St Andrews, créé à St Andrews en Écosse, organise sa première partie de golf[17].

- Publication du Codex Carolinus, code civil pour le royaume des Deux-Siciles[18].

## Naissances en 1754
- 15 janvier : Jacques-Pierre Brissot de Warville, révolutionnaire français († 31 octobre 1793).

- 2 février (ou 13 février) : Charles-Maurice de Talleyrand-Périgord, homme d'État français († 17 mai 1838).
- 24 février :
  - Jean-François Bony, peintre français († 1825).
  - Johann Jakob von Wittgenstein, juriste, banquier et homme politique allemand († 15 mars 1823).

- 9 mars : Étienne François Sallé de Chou, homme politique français, député du Berry aux États généraux de 1789 († 29 décembre 1832).
- 11 mars : José Delgado Guerra dit « Pepe Hillo », matador espagnol († 11 mai 1801).
- 30 mars : Jean-François Pilâtre de Rozier, premier aérostier français († 15 juin 1785).
- mars : Jacques-François Momal,  peintre et graveur français († 22 septembre 1832).

- 27 avril : Sauveur Legros, poète, écrivain, peintre, aquarelliste, dessinateur et graveur né en Belgique et décédé en France († 15 mars 1834).

- 2 mai : Vicente Martín y Soler, compositeur espagnol d'opéras et de ballets († 30 janvier 1806).
- 13 mai : Jean Népomucène Hermann Nast, fabricant de porcelaine autrichien naturalisé français († 15 mars 1817).
- 14 mai : António de Araújo e Azevedo, scientifique et homme politique portugais et brésilien († 21 juin 1817).
- 31 mai : Andrea Appiani, peintre italien († 8 novembre 1817).

- 4 juin : Miguel de Azcuénaga, militaire et homme politique espagnol puis argentin († 19 décembre 1833).

- 31 juillet : Bon Adrien Jeannot de Moncey, maréchal d'Empire († 20 avril 1842).

- 3 août : Martin Fery, homme politique belge († 24 janvier 1809).
- 23 août : Louis XVI, futur roi de France († 21 janvier 1793).
- 29 août : Stephen Cabarrus, homme politique américain d'origine française († 4 août 1808).

- 4 septembre : Charles Dallery, mécanicien et inventeur français († 1er juin 1835).
- 24 septembre : Louis Joseph Charlier, homme politique français († 23 février 1797).

- 2 octobre : Vicomte Louis-Gabriel de Bonald, homme politique, philosophe et essayiste français († 23 novembre 1840).
- 9 octobre : Jean-Baptiste Regnault, peintre français († 12 novembre 1829).
- 16 octobre : Carlo Alberto Baratta, peintre italien († 1815).
- 30 octobre : Philippe-Antoine Merlin de Douai, homme politique français († 26 décembre 1838).

- 6 novembre : Frédéric Ier de Wurtemberg, Duc, puis Prince-Électeur, puis Roi de Wurtemberg († 30 octobre 1816).
- 8 novembre : Germain Garnier, économiste, écrivain et homme politique français († 4 octobre 1821).
- 19 novembre : Pedro Romero, matador espagnol († 10 février 1839).
- 26 novembre : Georg Forster, botaniste et artiste polonais d'origine allemande († 10 janvier 1794).

- 7 décembre : Jean-Antoine Marbot, général et homme politique français († 19 avril 1800).
- 13 décembre : Joseph Dufour, créateur de papier peint panoramique français († 15 janvier 1827).

- Date précise inconnue :
  - Giovanni Campovecchio, peintre italien († 1804).
  - Marie-Victoire Lemoine, peintre française († 2 décembre 1820).

## Décès en 1754
- 28 janvier : Ludvig Holberg, à Copenhague, écrivain né à Bergen (° 13 décembre 1684).
- 16 mars : Charles-François d'Hallencourt de Dromesnil, comte de Verdun, cardinal et prince du Saint Empire (° 24 octobre 1674).
- 5 avril : Hendrick van Hulst, portraitiste et poète français (° 24 décembre 1685).
- 9 avril : Christian von Wolff, philosophe rationaliste, juriste et mathématicien allemand (° 24 janvier 1679).
- 29 avril : Giovanni Battista Piazzetta, peintre italien (° 13 février 1683).
- 2 mai : Thomas Restout, peintre français (° 15 mars 1671).
- 15 juin : Louis Caravaque portraitiste français (° 31 janvier 1684).
- 25 juin : Pierre-Jacques Cazes, peintre français (° 1676).
- 25 juin : Alexandrine Le Normant d'Étiolles, fille de Madame de Pompadour (° 10 août 1744).
- 4 juillet : Philippe Destouches, acteur et dramaturge français (° 9 avril 1680).
- 7 octobre : Alexandre Dubois-Descours, marquis de La Maisonfort, officier de marine français (° 6 octobre 1680).
- 8 octobre : Henry Fielding, dramaturge, poète, essayiste et romancier anglais.
- 13 octobre : Mahadhammaraza Dipadi, dernier roi de la Dynastie Taungû de Birmanie (détrôné deux ans plus tôt) (° juillet 1714).
- 31 décembre : Hirtzel Lévy, mort sur la roue, Colmar
- Date précise inconnue :
  - Agostino Cornacchini, peintre et sculpteur italien de la période rococo (° 27 août 1686).
  - Étienne-Jean Brindejonc, avocat et jurisconsulte français (° 6 novembre 1688).